# Cultura de la Innovación
La cultura de la innovación es un conjunto de valores, comportamientos, procesos y estructuras compartidas dentro de una organización, que fomentan de forma sistemática la generación, desarrollo e implementación de ideas nuevas que pueden traducirse en mejoras, productos, servicios o procesos. A diferencia de la innovación como resultado aislado, la cultura de la innovación implica que dicho proceso esté integrado en el funcionamiento diario de la organización.

## Origen y desarrollo
El concepto se popularizó a partir de la década de 1980, cuando autores como Tom Peters introdujeron el término de empresa innovadora, destacando la necesidad de que las organizaciones adoptaran una actitud proactiva hacia el cambio y la creatividad. Durante los años 1990, investigadores como Clayton Christensen desarrollaron teorías sobre la innovación disruptiva, contribuyendo a consolidar el concepto en el ámbito académico y empresarial.
En este período, diversas organizaciones comenzaron a integrar prácticas orientadas a fomentar la innovación como parte de su estrategia interna, frente a un entorno competitivo cada vez más dinámico.

## Diferencia entre innovación y cultura de la innovación
Aunque están relacionadas, la innovación y la cultura de la innovación no son conceptos equivalentes. La innovación puede referirse a la introducción puntual de un nuevo producto, servicio o proceso, mientras que la cultura de la innovación alude a una predisposición organizativa constante a generar innovación desde dentro que sustenta el modelo innoquotient desarrollado por los profesores de Babson College Jay Rao y Joe Weintraub y el consultor Fran Chuan. Actualmente, Innoquotient es el único diagnóstico de cultura de la innovación cuantitativo.
Una empresa puede lanzar innovaciones mediante terceros, sin desarrollar una cultura interna innovadora. Por el contrario, una organización con cultura de la innovación promueve internamente la creatividad, la colaboración y la identificación y resolución de problemas por parte de sus empleados, sin depender exclusivamente de agentes externos.
Establecer un lenguaje común en torno a conceptos como creatividad, estrategia o innovación puede facilitar esta cultura, permitiendo que todos los miembros de la organización compartan objetivos y significados similares.

## Relación con el liderazgo
El liderazgo juega un papel central en la promoción de la cultura de la innovación. Las personas en roles de dirección no solo establecen objetivos y estructuras, sino que también fomentan con el ejemplo un entorno donde se valore la iniciativa, el aprendizaje y la experimentación.
Crear espacios donde se tolere el error como parte del aprendizaje, establecer propósitos claros y permitir flexibilidad en la ejecución son prácticas asociadas con líderes que promueven la innovación.

## Ventajas para las organizaciones
Desarrollar una cultura de la innovación puede aportar diversos beneficios a las organizaciones:
- Mayor compromiso y motivación entre los empleados, al alinear su trabajo con un propósito compartido.
- Atracción y retención de talento creativo.
- Mejora de la adaptabilidad frente a entornos cambiantes.
- Incremento de la productividad, entendida como capacidad de generar valor a través de soluciones novedosas.[11]

### Ejemplos de organizaciones
Diversas compañías han sido reconocidas por integrar una cultura de la innovación en su estructura organizativa. Empresas como 3M, Siemens, PepsiCo y Procter & Gamble han mantenido una reputación de innovación sostenida durante décadas, en parte debido a procesos internos que promueven la creatividad y el desarrollo de nuevas ideas.
En contraste, algunas empresas tecnológicas ampliamente reconocidas por sus productos disruptivos no siempre cuentan con una cultura organizacional que generalice estas prácticas a todos los niveles.